# Caldwell (Arkansas)
Pour les articles homonymes, voir Caldwell.
Caldwell est un village situé dans l’État américain de l'Arkansas, dans le comté de Saint Francis.